# 塞松塞维涅
塞松塞维涅（法語：Cesson-Sévigné，法語發音：[sɛsɔ̃ seviɲe]），法国西北部城市，布列塔尼大区伊勒-维莱讷省的一个市镇，隶属于雷恩区，其市镇面积为32.14平方公里，2022年1月1日时人口数量为18,076人，是该省人口第六多的市镇，在法国市镇中排名第544位（2021年）。
塞松塞维涅位于伊勒-维莱讷省中部，维莱讷河畔，省会雷恩市区东侧，是雷恩的一个近郊卫星城。

## 地名来源
根据当地官方网站的论述，“Cesson”和“Sévigné”两名分别于十一和十二世纪被记载。该地历史上出现的地名如下：Saxonis（11世纪）、Cesson（1152年）、Saxon（1153年，派生自人名Saxons）、Sesson（1185年）。1921年，该市镇更名为今天的塞松塞维涅（Cesson-Sévigné），“塞维涅”取自塞维涅家族。
该地在中文谷歌地图中的译名为“瑟松塞维涅”，此名称为地图从Wikidata上抓取的中文维基早期机翻误译，且这一误译已被部分汉语资料使用；而“塞松塞维涅”一名已修正，其符合法汉译音规则。
塞松塞维涅所在的布列塔尼地区历史上曾通行布列塔尼语及加洛语，“Cesson-Sévigné”在布列塔尼语维基百科及同名OpenStreetMap中对应的名称为“Saozon-Sevigneg”。截至2024年12月，塞松塞维涅尚未加入布列塔尼语言保护组织。

## 历史
塞松塞维涅的早期历史尚不清楚。根据当地官方网站的论述，塞松塞维涅早在古典时期就已出现人类活动，彼时当地为Cucé贵族家庭的一处领地。中世纪后期，塞松几经易手，该地于1679年被布瓦热兰家族购买，其成员于十八世纪末在此修建城堡。法国大革命后，塞松成为伊勒-维莱讷省的一个市镇。工业革命期间，途经此地的巴黎—布雷斯特铁路建成通车。自二十世纪中期以来，得益于雷恩的城市扩张，塞松塞维涅境内的大片土地被开辟为城镇，当地人口数量逐年增加。1994年，塞松塞维涅火车站建成。

## 地理

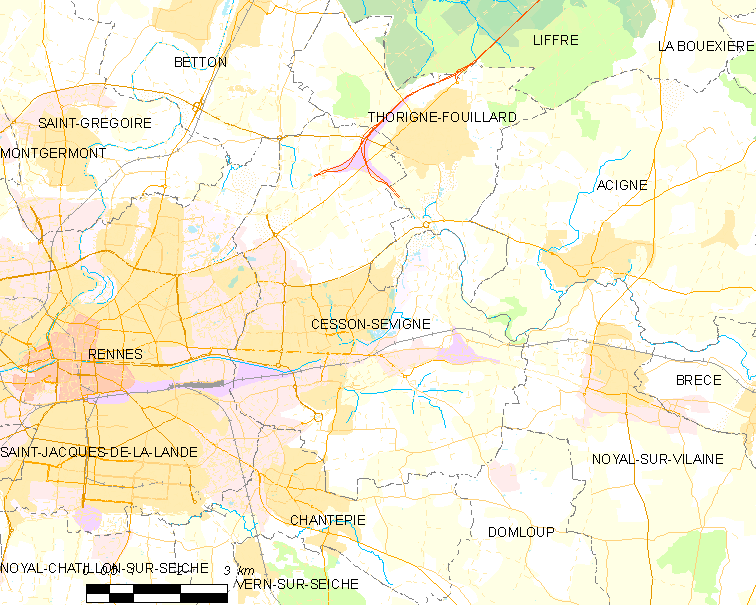
塞松塞维涅市镇范围地图

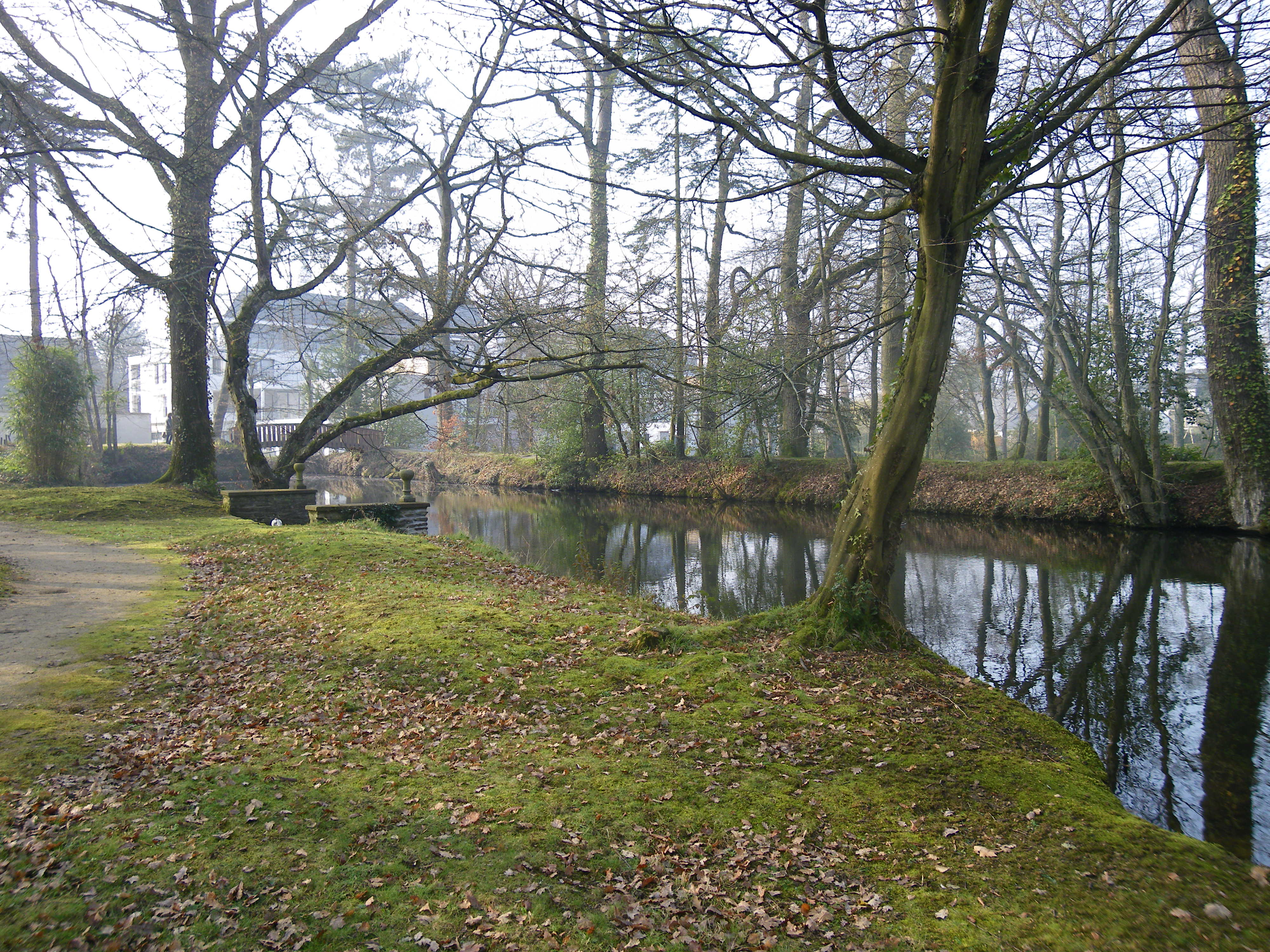
沙洛泰公园

塞松塞维涅位于法国西北部，布列塔尼大区东部和伊勒-维莱讷省中部，距离省会雷恩大约7公里。与塞松塞维涅接壤的市镇包括：雷恩、贝通、阿西涅、尚特皮、栋卢、维莱讷河畔努瓦亚勒和托里涅-富亚尔。

### 地形
塞松塞维涅位于雷恩地区腹地，境内以平原为主，市镇中心地势较为平坦，东南部略有起伏，全境海拔在27到82米之间。

### 水文
维莱讷河自东北向西流经塞松塞维涅镇中心，部分河段呈辫状水系，该河右岸的Dézerseul水塘经开发治理成为一处城市景观湖泊。

### 植被
塞松塞维涅属于温带阔叶混交林区，林地多分布于河流附近及坡地地带，镇中心的尚帕涅公园（Parc de Champagné）、沙洛泰公园（Parc Chalotais）、让·布歇广场（Square de Jean Boucher）等是当地主要的城市绿地。
在鲜花城市的评比中，塞松塞维涅被评为4星级（最高级）鲜花城市。

### 气候
塞松塞维涅在柯本气候分类法中属于温带海洋性气候（Cfb）。

## 行政区划
塞松塞维涅的市镇编号为35051，邮政编号为35510。
在行政管理方面，塞松塞维涅隶属于法国布列塔尼大区伊勒-维莱讷省雷恩区；在地方选举方面，塞松塞维涅隶属于贝通县，其市镇范围全境被划入伊勒-维莱讷省第二选区；在社会管理方面，塞松塞维涅是雷恩都会区的组成部分。
截至2024年12月，塞松塞维涅市镇范围内暂无任何城市敏感街区及城市政策优先街区。
法国国家统计与经济研究所（简称“INSEE”）在进行数据统计时，将塞松塞维涅及相邻的另外15个市镇设为雷恩城市核心区，并将包括核心区在内的周边共182个市镇划为雷恩城市区。自2020年起，雷恩城市区被包含183个市镇的雷恩城市辐射区代替。此外，INSEE还将塞松塞维涅市镇分为了9个“块区”（IRIS），以便于统计人口分布情况。

## 交通

### 公路
法国国道N136线（雷恩环城公路）与法国国家A84号高速公路以及国道N157线在塞松塞维涅境内东南部交汇，另有伊勒-维莱讷省省道D96线和D386线经过塞松塞维涅境内。布列塔尼大区公共交通（商业名称为“BreizhGo”）下属的伊勒-维莱讷省城际客运9a线和14线经停塞松塞维涅，可通往维特雷、沙托布尔等地。
2021年，82.1%的塞松塞维涅家庭拥有至少一辆私人汽车。2023年，塞松塞维涅境内共发生各类交通事故39起，造成2人遇难，42人受伤，其中5人重伤。
|  | 6 |

| 雷恩 | 7 |

| 沙托布尔 | 17 |

| 阿西涅 | 7 |

### 铁路

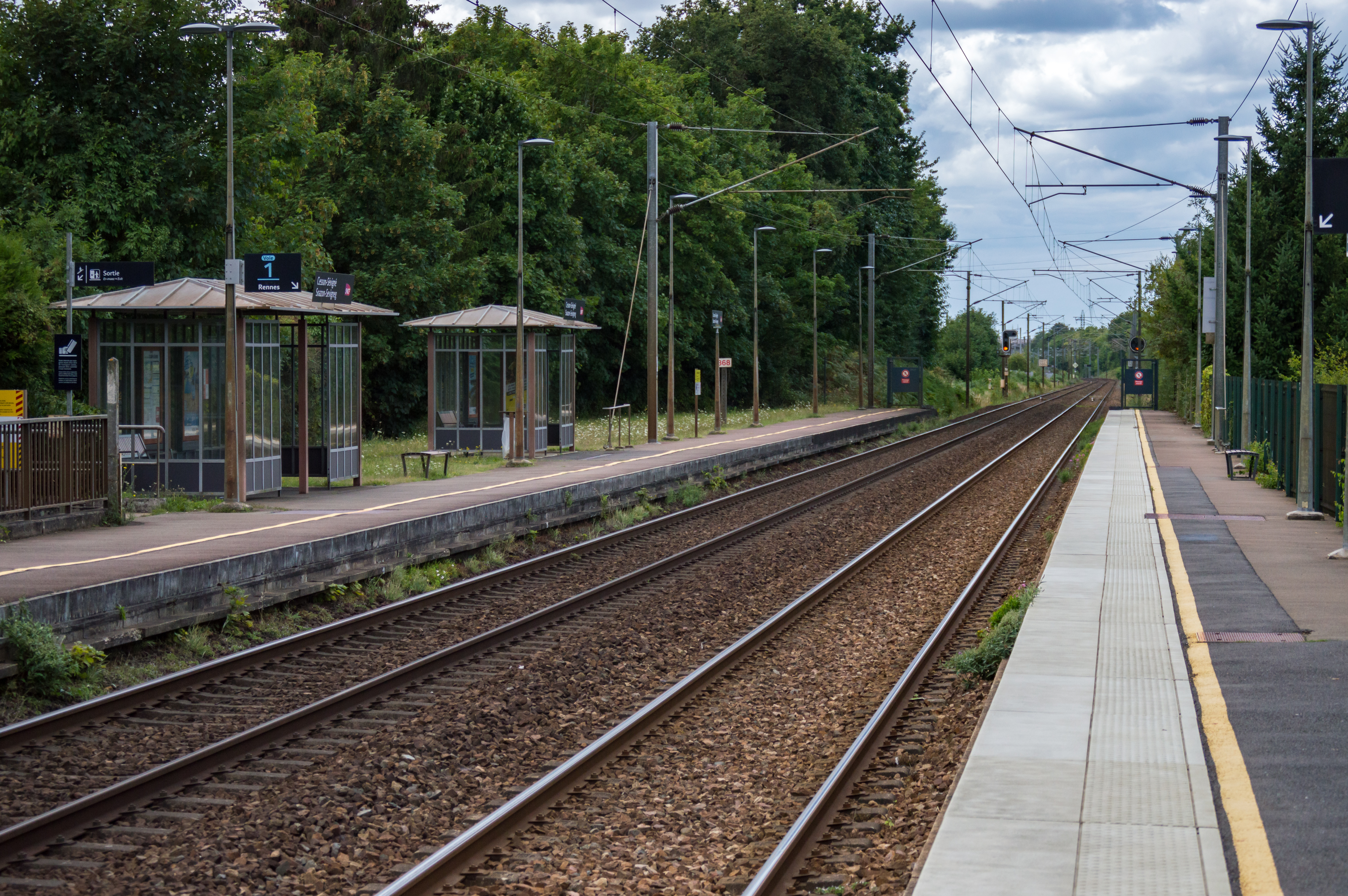
火车站

塞松塞维涅位于巴黎—布雷斯特铁路上。塞松塞维涅站位于市区南侧，停靠往返于雷恩和拉瓦勒一线的区域列车。

### 航空
塞松塞维涅距离雷恩机场的公路里程大约16公里。

### 城市公共交通
塞松塞维涅是雷恩城市公共交通（商业名称为“STAR”）的服务覆盖范围。截至2024年12月，该系统共包括两条地铁和数十条公交线路，其中雷恩地铁B线的东端起点塞松-维亚席尔瓦站以及相邻的阿塔兰忒站位于塞松塞维涅境内，另有雷恩公交C2线、C6线、10路、14路、34路、38路、67路、70路、83路和快167线经过塞松塞维涅市区。

## 政治

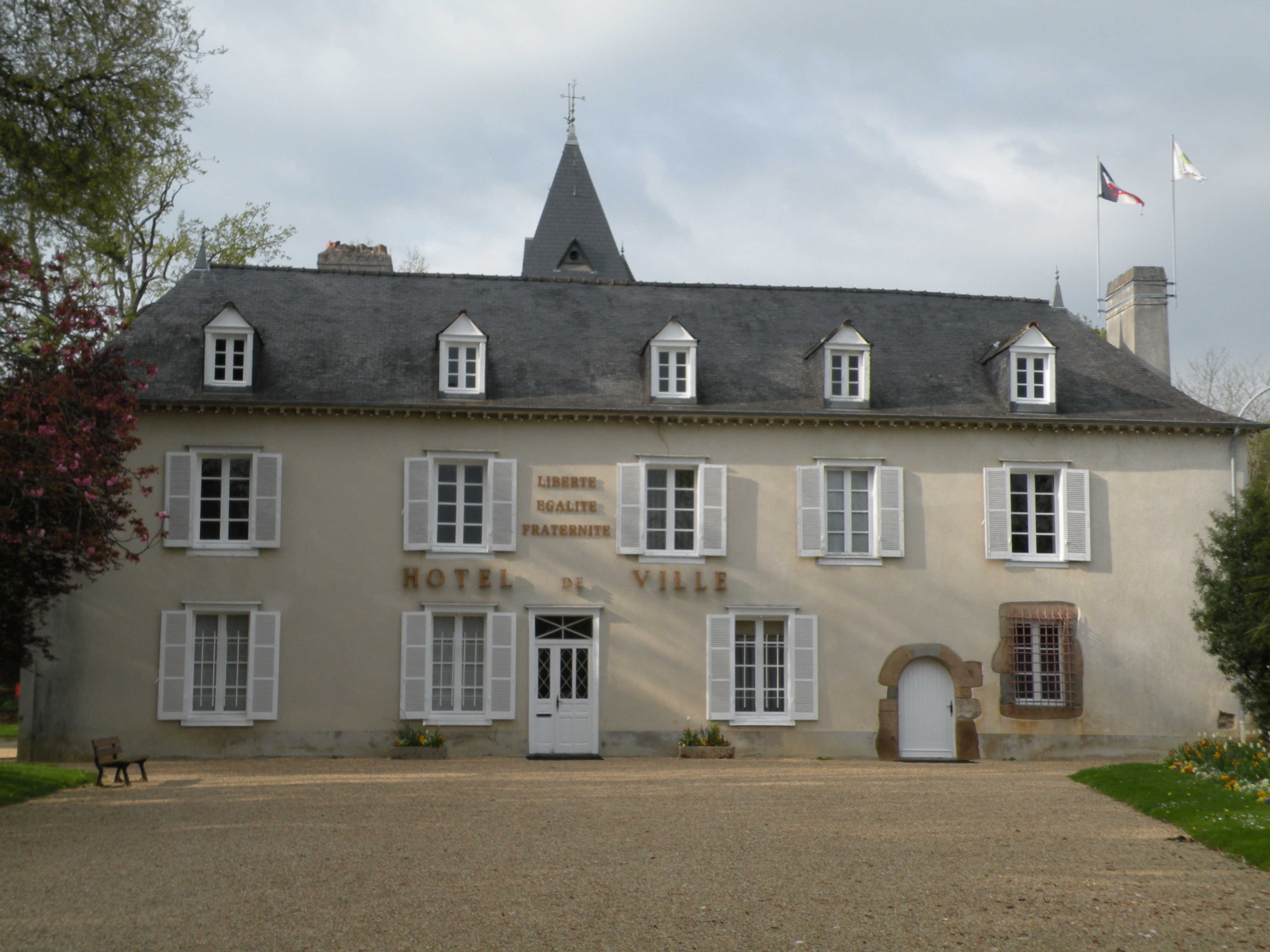
塞松塞维涅市政厅

塞松塞维涅的现任市长为让-皮埃尔·萨维尼亚克先生（Jean-Pierre SAVIGNAC），他是地平线的一名成员，在2020年的市政选举中获得了60.50%的支持率。
在2022年的法国总统大选的第二轮选举中，法国第25任总统埃马纽埃尔·马克龙在塞松塞维涅获得了81.06%的支持率。

## 人口
2021年，塞松塞维涅市镇人口数量为17,716，在法国排名第544位。其中男性8,877人，女性8,839人，75岁及以上人口占10.3%，外籍人口数量为771人，人口密度为551人/平方公里，当地居民被称为（男性）或（女性）。2022年，塞松塞维涅境内出生129人，死亡人口147人。
| 塞松塞维涅1901年－2021年人口变化情况 |
|                                      |
| 数据来源：Cassini、INSEE             |

## 经济
塞松塞维涅是雷恩的一个近郊卫星城。截至2024年12月，塞松塞维涅市镇范围内共有各类用人单位（包含自雇）4,643家，平均历史为13年，其中87.7%为中小型企业（PME），2024年10月至12月间，当地的经济活力指数为0。（建筑清洁）、（建筑清洁）及（数据信息处理）是当地2022年已公布营业额最高的三个企业，分别为300,656,541欧元、164,950,524欧元和118,562,062欧元。

## 财政与居民收入
2023年，塞松塞维涅的财政收入总额为22,359,960欧元，财政支出总额为22,380,780欧元，当年的债务总额为14,439,550欧元。2023年，塞松塞维涅市镇通过增值税获得1,248,850欧元的收入，此外当地还共获得了1,322,960欧元的国家直接财政补助。
| 塞松塞维涅居民收入情况                           | 塞松塞维涅居民收入情况 | 塞松塞维涅居民收入情况 | 塞松塞维涅居民收入情况 |
| 内容                                             | 塞松塞维涅             | 法国                   | 统计年份               |
| ------------------------------------------------ | ---------------------- | ---------------------- | ---------------------- |
| 征税家庭总数                                     | 7,858                  | 1,081（法国市镇平均）  | 2022年                 |
| 居民平均月收入                                   | 3,177欧元              | 2,435欧元              | 2022年                 |
| 高级职员人均月收入                               | 4,450欧元              | 4,331欧元              | 2021年                 |
| 中级职员人均月收入                               | 2,389欧元              | 2,470欧元              | 2021年                 |
| 普通职员人均月收入                               | 1,901欧元              | 1,801欧元              | 2021年                 |
| 贫困率                                           | 7%                     | 14.5%                  | 2020年                 |
| 青壮年（15至64岁）失业率                         | 8.7%                   | 7.4%                   | 2020年                 |
| 征税家庭数量占比                                 | 60.5%                  | 45.5%                  | 2020年                 |
| 家庭年均纳税                                     | 5,605欧元              | 4,393欧元              | 2022年                 |
| 资料来源：INSEE、L'Internaute、Le Journal du Net |                        |                        |                        |

## 社会事务

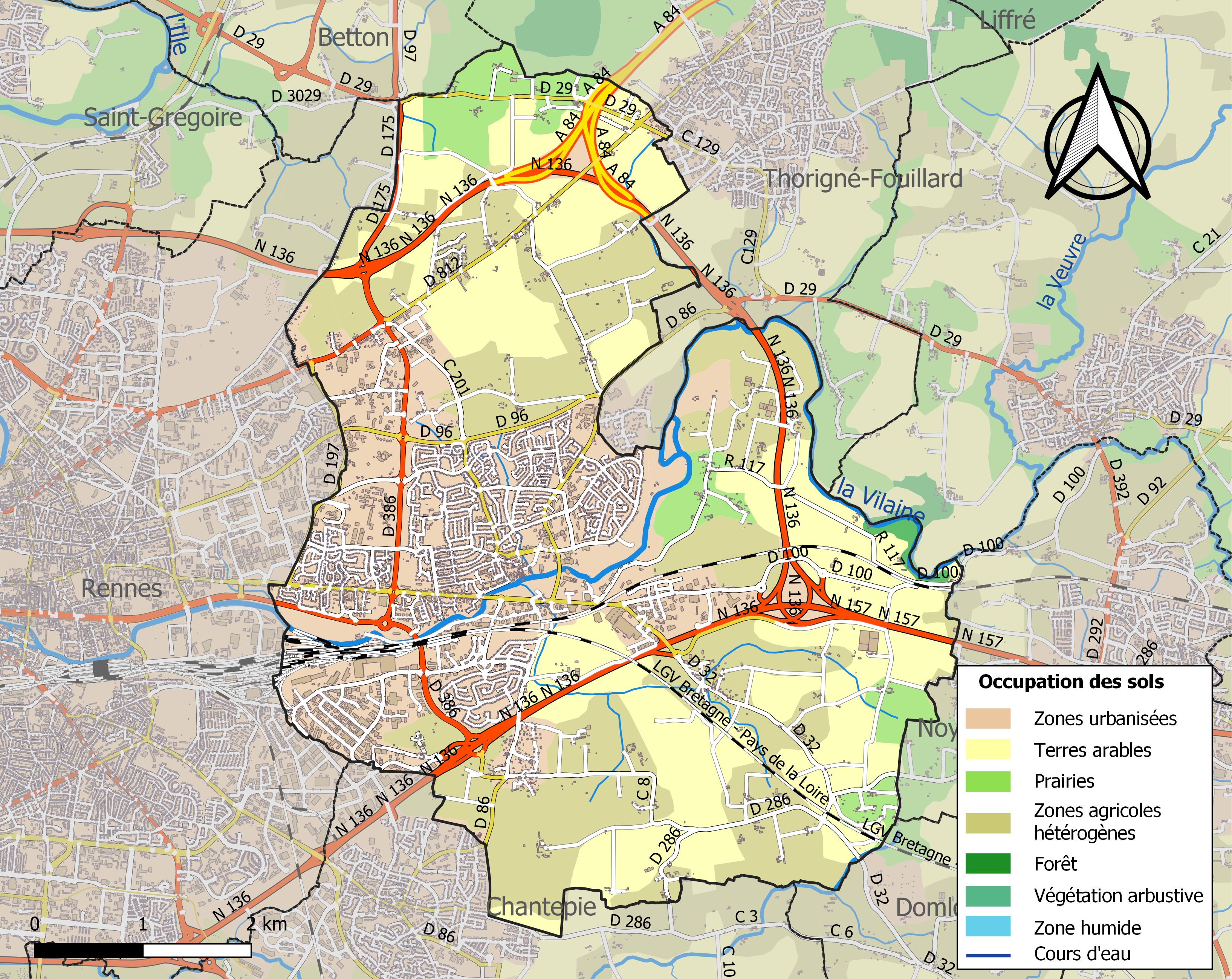
塞松塞维涅土地利用情况地图

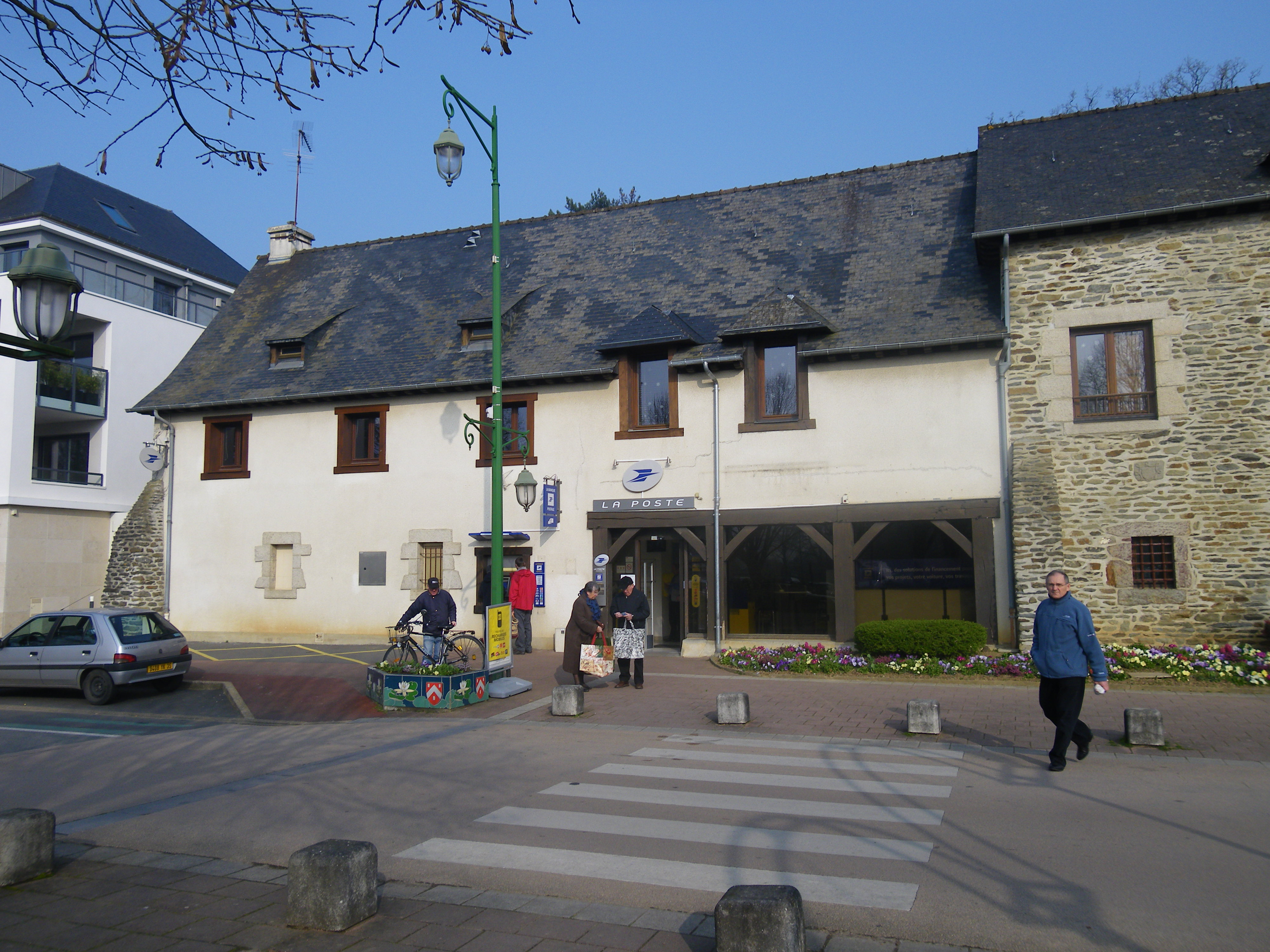
邮局

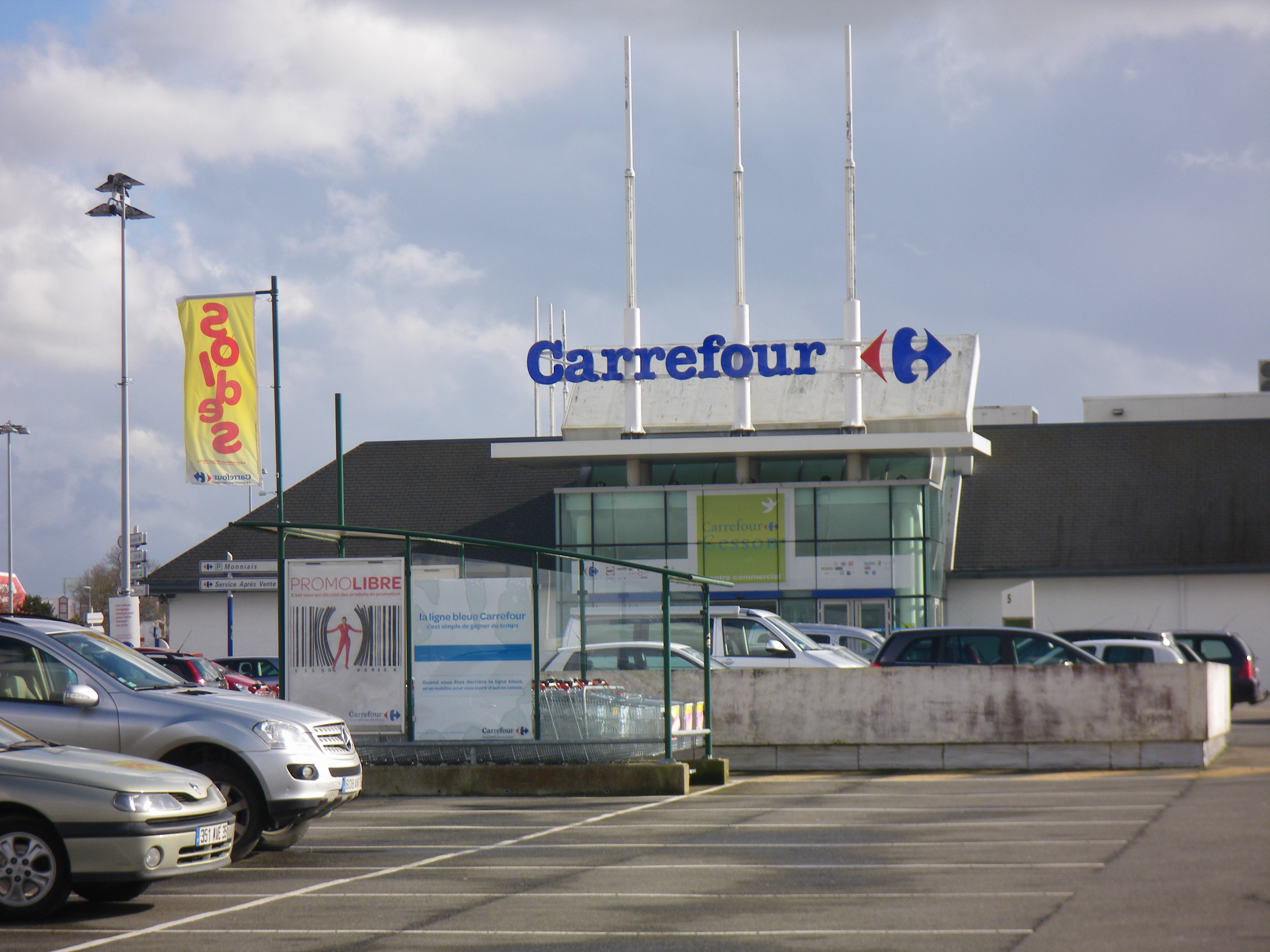
家乐福商业中心

### 教育
塞松塞维涅属于雷恩学区。截至2023年1月1日，塞松塞维涅境内共有2所幼儿园、3所小学、3所初级中学和2所开设有大学校预科班的普通高中。2022至2023学年度，塞松塞维涅境内共有在校中等教育阶段学生3,123名。
在高等教育方面，中央理工-高等电力学院雷恩校区、法国陆军无线电学校和国立高等大西洋矿业电力高等学校（雷恩分校）位于塞松塞维涅境内。

### 医疗
截至2023年1月1日，塞松塞维涅境内共有全科医生18名、保健师40名、牙医30名、护士19名、耳科医生4名、眼科医生9名、皮肤科医生5名、助产士8名、儿科医生2名和妇科医生4名。境内共有药房5家、养老院3家、残疾人帮扶中心1家。
距离塞松塞维涅最近的区域性医疗机构为雷恩大学中心医院，后者也是法国的一个大学教学医院，其主病区蓬沙约医院（Hôpital de Pontchaillou）位于雷恩市区西侧，距离塞松塞维涅市区的正常车程大约分钟，该院设有床位1,101个，是布列塔尼大区内规模最大的公立综合性医院。

### 住房
2021年，塞松塞维涅境内共有各类住房9,460套，其中46.1%为独立式住宅，52.7%为集中式住宅。常住房屋占塞松塞维涅市镇范围内居民建筑总量的93.2%。
在住房保障政策方面，2023年，塞松塞维涅境内共有3,970户家庭获得了家庭津贴补助，受益人数占总人口数量的22.4%，其中2,065份为房租补助。

### 商业
2021年，塞松塞维涅境内共有各类实体商铺527家，其中餐厅80家、大型超市7家、杂货店1家、面包房11家、肉铺7家、书店5家、装饰品店3家、银行门店14家、美容美发店14家、汽车维修店45家。塞松塞维涅镇中心建有一家G20便民超市，市区东南侧建有大型商业中心，有家乐福、Picard、H&M等商场。

### 体育
2023年，塞松塞维涅境内共有1家游泳池、8间体育馆、3座综合体育场、3处网球场、2处马术场、5处足球或橄榄球场、5处篮球或排球场以及1处高尔夫球场。
截至2024年12月，塞松塞维涅境内共有两家注册足球俱乐部。塞松奥林匹克足球俱乐部（OC Cesson Football，编号518465）是当地的代表性足球队，成立于1968年，其主队2024至2025赛季参加法国全国丙组联赛（法国第五级别），其主场为罗歇·贝利亚尔球场（Stade Roger Belliard）。
塞松雷恩都会手球俱乐部是当地的一家手球俱乐部，成立于2011年，其主队2024至2025赛季参加法国男子手球冠军联赛，其主场为Glaz Arena。

### 环境
塞松塞维涅的环境事务由其所属的雷恩都会区联合各级政府协调负责。2021年，塞松塞维涅境内共有4家污染企业。

### 治安
2023年，塞松塞维涅市镇范围内累计记录各类案件834起，其中盗窃类案件551起，人身侵犯类案件104起，毒品交易类案件14起。

## 文化

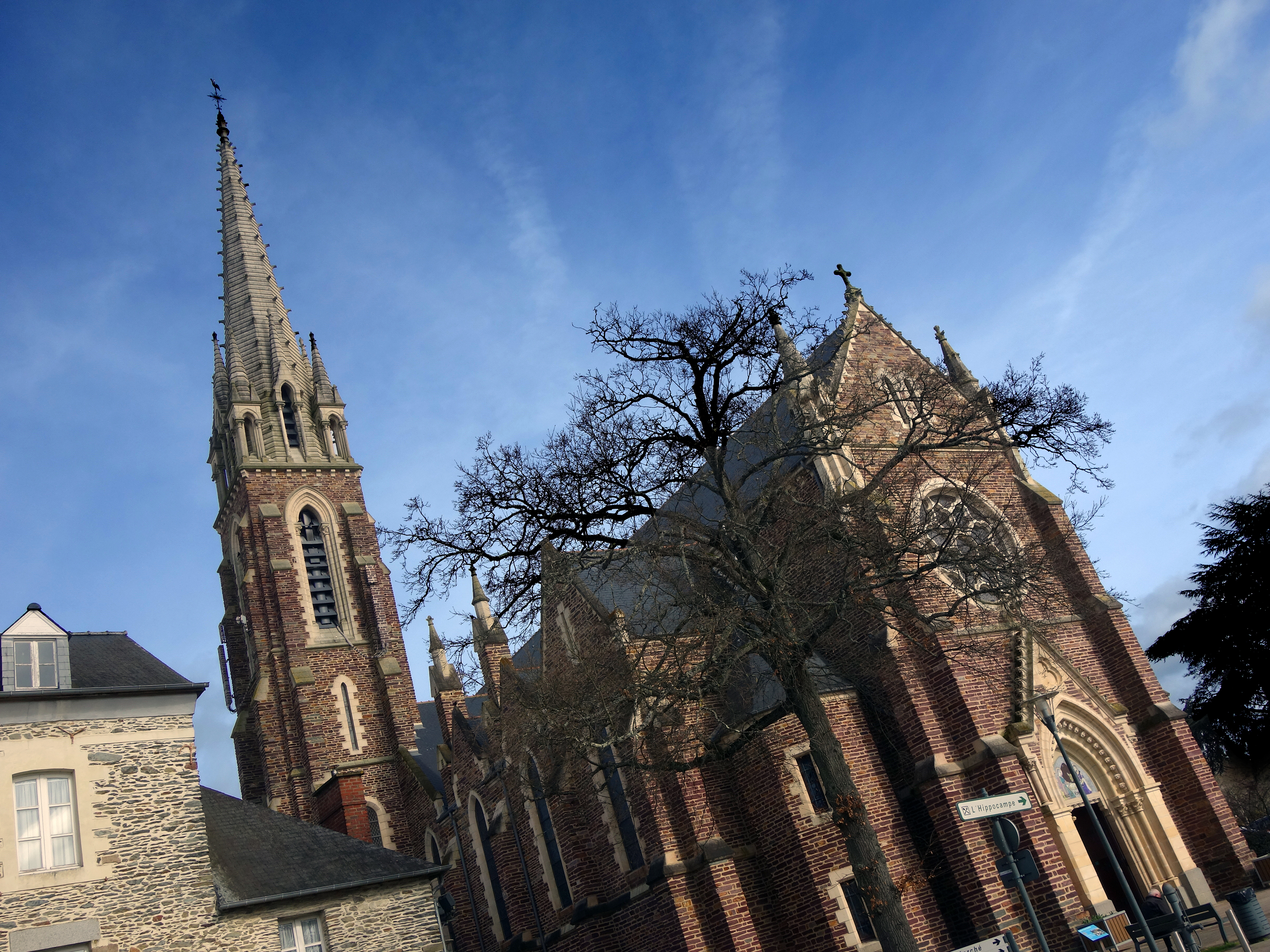
圣马丁教堂

2023年，塞松塞维涅境内共有1家电影院。塞松塞维涅境内建有艺术桥多媒体中心（Médiathèque du Pont des Arts），每周二、三、五、六向公众开放。

### 建筑
塞松塞维涅境内有多处历史建筑，其中圣马丁教堂（Église Saint-Martin de Cesson-Sévigné）、屈塞城堡、布尔舍夫勒伊庄园（Manoir de Bourgchevreuil）等为法国国家文物保护单位。

### 旅游
塞松塞维涅的旅游事务由其所属的雷恩都会区联合各级政府协调负责。2024年，塞松塞维涅境内共有11家酒店共计529间房间。

### 媒体
法国主要的媒体均可在塞松塞维涅接收，法国电视三台下属的布列塔尼大区频道在部分时段播出塞松塞维涅所在伊勒-维莱讷省的地方新闻。《法国西部报》、雷恩电视台、蓝色法兰西阿摩里卡广播等是当地主要的地方性媒体。

## 友好城市
截至2024年12月，塞松塞维涅共与三座城市建立了友好城市关系：
- 德国 瓦尔特罗普
- 爱尔兰 香农河畔卡里克
- 尼日尔 丹-卡萨里（法语：Dan-Kassari）